# Ichneumon abrogator
Ichneumon abrogator är en stekelart som beskrevs av Franz Paula von Schrank 1781. Ichneumon abrogator ingår i släktet Ichneumon och familjen brokparasitsteklar. Inga underarter finns listade i Catalogue of Life.